# 以嶺藥業

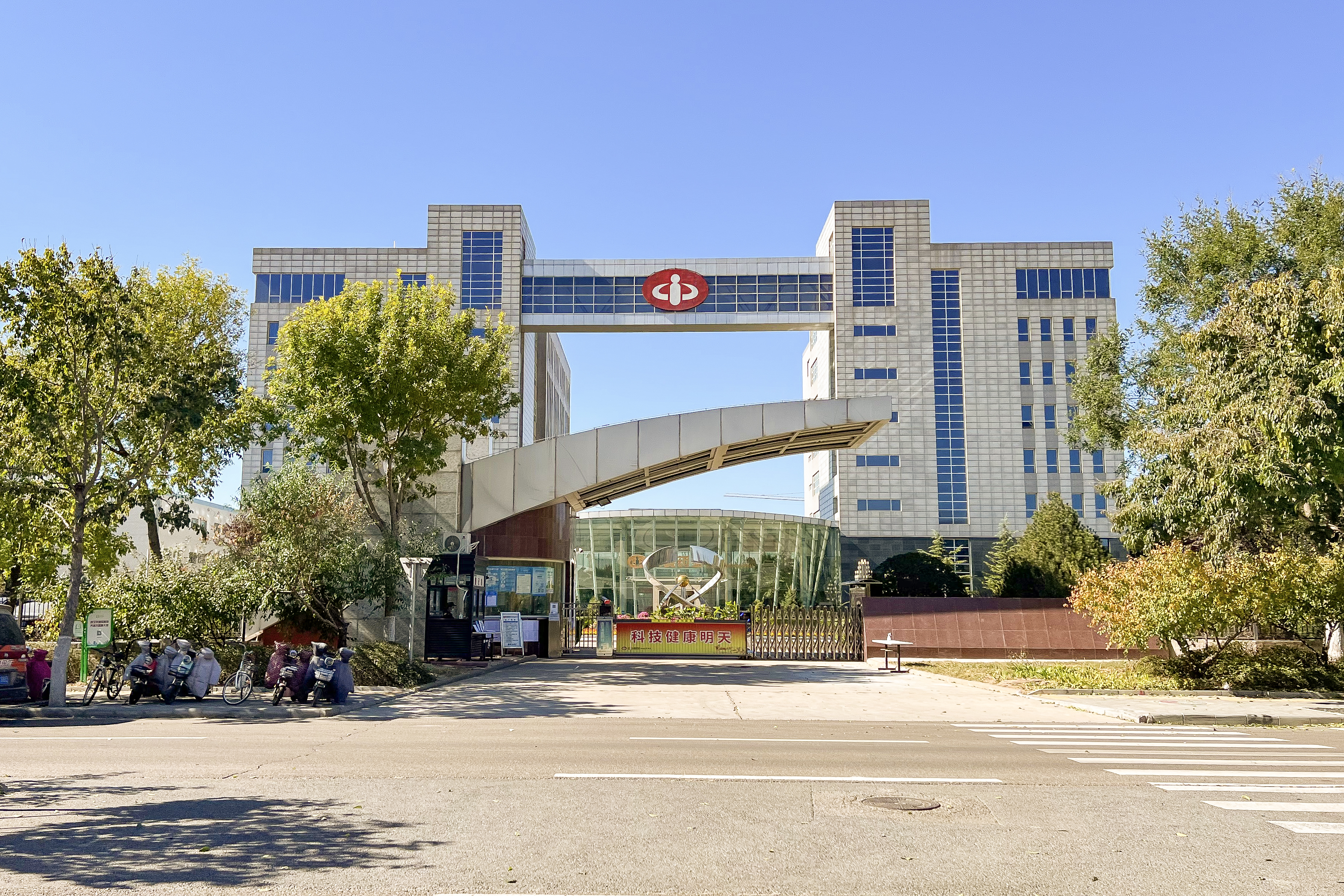
位于大兴生物医药基地的北京以岭药业办公区

石家莊以嶺藥業股份有限公司（英語：Shijiazhuang Yiling Pharmaceutical Co,Ltd.），簡稱石家莊以嶺藥業股份、石家莊以嶺藥業，以及以嶺藥業，於1992年由吴以岭（董事長）創立，前身為「石家莊开发区医药研究所」及「石家莊以嶺藥業有限公司」。
現時業務在國內經營研发及銷售现代中药、西药和生物药等產品，招股價為34.56元人民幣，發行新股為6,500萬股，集資額為22.5億元人民幣，股份則在2011年7月28日於深圳證券交易所中小板上市。现任董事长、总经理为吴相君。
總部位於河北省石家庄市高新区天山大街238号。旗下有河北以岭医院、凯旋门大酒店。

## 主要产品
- 连花清瘟胶囊/颗粒
- 八子补肾胶囊
- 通心络胶囊
- 参松养心胶囊
- 津力达颗粒
- 芪苈强心胶囊
- 养正消积胶囊
- 参灵蓝胶囊

## 争议
2014年7月，该公司生产的参灵蓝胶囊存在违规宣传问题。
2020年5月，瑞典媒体Sveriges Radio报道称，中国驻瑞典大使馆未经授权发放连花清瘟胶囊。中国卫生部门将该药物描述为对冠状病毒和COVID-19有效，但在常规药物研究中尚未显示出这种效果。海关总署进行的实验室检查显示，缉获的制剂中活性最高的成分是薄荷醇。草药未经瑞典官方批准，因此不得带入该国。但是，某些草药制剂可以作为膳食补充剂获得进口许可证。海关总署对该药物进行的实验室检查表明，缉获的制剂中活性最高的成分是薄荷醇。（而中国官方媒体《环球时报》则援引瑞典媒体报道称，瑞典方面对来自中国的连花清瘟药物进行检测，发现成分仅为薄荷醇）。
5月11日，以岭药业发布公吿稱，相關報道中所提到的「連花清瘟僅含有薄荷醇」與事實嚴重不符，且产品未在歐洲國家進行註冊，亦未向該國出口銷售，目前公司並不掌握報道中該國海關限制進口及其所檢測藥物來源的具體情況。至於外界傳言「北美洲某國家拒絕連花清瘟膠囊入境是由於該藥富含馬兜鈴酸成份」，公吿表示，上述問題主要是針對連花清瘟中所含的藥材魚腥草，馬兜鈴酸是一種具有致癌性和腎毒性的化學物質，存在於馬兜鈴科植物中，而魚腥草並非馬兜鈴科植物，其具有清熱解毒、利尿除濕作用。
2022年，王思聪發文要求中國證券監督管理委員會应严查以岭药业，之後丁香医生又發文呼吁大家不要吃连花清瘟来预防COVID-19。而根據2022年3月18日以岭药业发布的《关于连花清瘟胶囊（颗粒）列入<新型冠状病毒肺炎诊疗方案>（试行第九版）的提示性公告》，2021年前三季度，以岭药业靠连花清瘟产品实现营业收入33.7亿元，占公司总营业收入的41.6%。4月20日，以岭药业对网络舆情做出回应，对连花清瘟的有关情况和其他相关事件进行了说明，表示已经保留相关证据并向相关部门报案。

## 外部連結
- 官方网站